# Kasper Poller
Kasper Poller (ur. 1782, zm. 25 maja 1859 w Krakowie) – przedsiębiorca krakowski. 
Kasper Poller urodził się w Austrii. Do Krakowa przybył w 1809 wraz z wojskami austriackimi. Według legendy pozostał w mieście wskutek nieporozumienia - stał na warcie i nie zauważył, że oddziały austriackie uciekają z miasta. Miał być oskarżany z tego powodu o dezercję i bronić się tym, że wytrwał na stanowisku w przeciwieństwie do reszty żołnierzy austriackich. Po tym fakcie pozostał w Krakowie. W 1834 kupił zajazd Pod Złotą Kotwicą (ul. Szpitalna 30), który później zmienił nazwę na Hotel Pollera (istniejący do dzisiaj).
Prowadził bogatą działalność społeczną - był członkiem Towarzystwa Dobroczynności, Towarzystwa Strzeleckiego Krakowskiego, a także członkiem wydziału miejskiego.
Pochowany został na cmentarzu Rakowickim w Krakowie, w grobowcu rodzinnym, w kwaterze 6.
Jego synem był Adolf Poller.